# Trembleur gris
Cinclocerthia gutturalis
Espèce
Statut de conservation UICN

 LC  : Préoccupation mineure
Le Trembleur gris (Cinclocerthia gutturalis) est une espèce d'oiseaux de la famille des Mimidae.
Cet oiseau peuple les îles de la Martinique et de Sainte-Lucie.